# Camillo Torreggiani

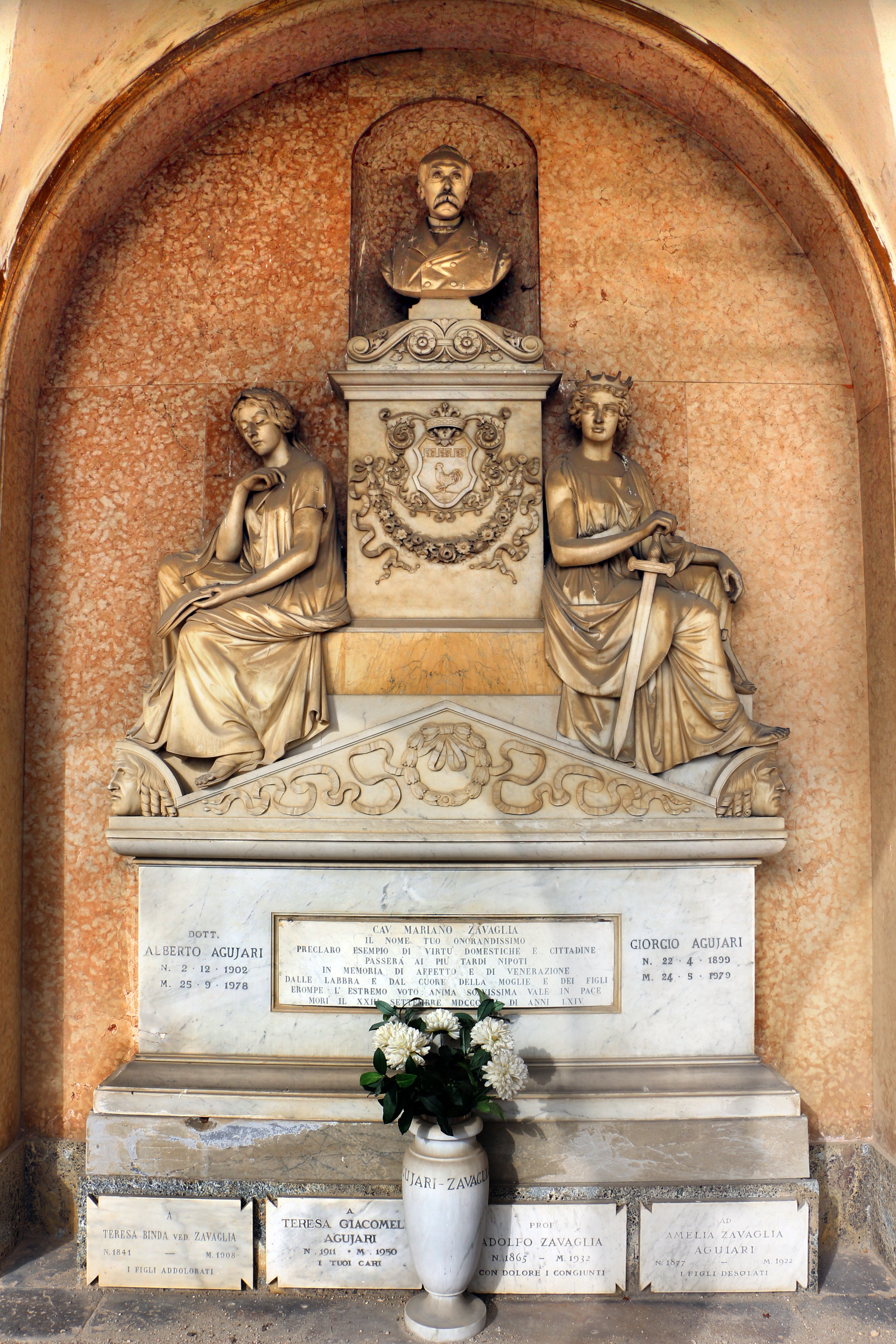
Tomba Zevaglia, 1870s, Cementerio Monumental de Ferrara

Camillo Torreggiani (Ferrara, 19 de marzo de 1820-1896) fue un escultor italiano.

## Biografía
Nacido en el seno de una familia pobre, a los veinte años salió de Ferrara en busca de empleo. Trabajó en Bolonia en la decoración del Palacio del Podestà, que estaba siendo restaurado. También lo hizo en la iglesia de Santa María del Soccorso de Livorno. Después se trasladó a Florencia, trabajando y aprendiendo con Luigi Pampaloni la técnica del retrato, en la que terminó especializándose. Permaneció en Florencia once años y regresó a su ciudad natal, donde abrió un estudio. En el cementerio de Ferrara completó los monumentos fúnebres para las familias Mantovani, Santini Cavaliere y Botti, la estadounidense Lovel Putman, el abogado Marcellino Lombardi y a Maragola. También realizó el monumento fúnebre en honor al patriota garibaldino, Bonetti, muerto en la Batalla de Bezzecca. Torreggiani viajó por Europa: París, Londres, Viena y Madrid. En España esculpió un busto de la reina Isabel II, Isabel II, velada (Museo del Prado), de gran efectismo al transparentarse el rostro de la reina que aparece tapado con un velo. Por este busto fue galardonado con la Cruz de Carlos III y recibió en pago 34 000 reales. En la misma época completó un retrato de Gioacchino Rossini para la República de San Marino. En 1860, el Consejo de la ciudad de Cento encargó a Torreggiani un busto de mármol del Camillo Benso, conde de Cavour y para el ayuntamiento de Rovigo esculpió otro busto de mármol del conde De Angelis. El cardenal Michele Viale-Prelà le encargó una gran estatua de la Inmaculada Concepción, obra que esculpió en mármol de Carrara. También completó un retrato de la soprano, Erminia Frezzolini.